# Бад-Брюккенау
Бад-Брюккенау (нім. Bad Brückenau) — місто в Німеччині, розташоване в землі Баварія. Підпорядковується адміністративному округу Нижня Франконія. Входить до складу району Бад-Кіссінген.
Площа — 23,73 км2. Населення становить 6470 ос. (станом на 31 грудня 2020).